# Rivière Dazemard
La rivière Dazemard est un affluent de la rive est de la rivière Wetetnagami coulant dans Eeyou Istchee Baie-James (Nord-du-Québec) et dans Senneterre dans la municipalité régionale de comté (MRC) de La Vallée-de-l’Or dans la région administrative de l’Abitibi-Témiscamingue, au Québec, au Canada.
Cette rivière traverse successivement (à partir de l’amont) les cantons de Souart, de Moquin et d’Effiat.
La foresterie constitue la principale activité économique du secteur ; les activités récréotouristiques, en second.
La vallée de la rivière Dazemard est desservie par la route forestière R1015 (sens nord-sud) passant à l'ouest de la vallée de la rivière Wetetnagami ; cette route rejoint vers le nord la route R1051 (sens est-ouest).
La surface de la rivière Dazemard est habituellement gelée du début novembre à la mi-mai, toutefois la circulation sécuritaire sur la glace se fait généralement de la mi-novembre à la mi-avril.

## Géographie

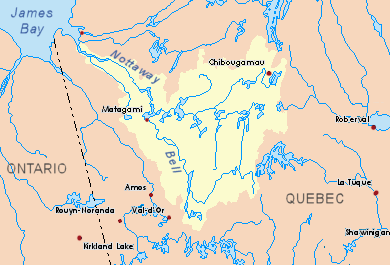
Bassin hydrographique de la rivière Nottaway.

Les bassins versants voisins de la rivière Dazemard sont :
- côté nord : rivière au Panache, rivière Muy, lac Nicobi, rivière Nicobi, rivière Opawica ;
- côté est : rivière au Panache, rivière Saint-Cyr, lac Doda, ruisseau Corriveau, rivière Macho ;
- côté sud : rivière Macho, ruisseau Corriveau, rivière Wetetnagami, rivière Saint-Père ;
- côté ouest : rivière O'Sullivan, rivière Wetetnagami, lac Wetetnagami.

La rivière Dazemard prend naissance à l’embouchure du lac Betty (longueur : 3,2 km ; altitude : 391 m) dans le canton de Souart, dans Senneterre à :
- 18,8 km au sud-est de l’embouchure de la rivière Dazemard ;
- 39,4 km au sud-est de l’embouchure de la rivière Wetetnagami ;
- 7,3 km à l’ouest du lac Maseres (lequel est traversé vers le sud par la rivière Macho) ;
- 14,1 km au nord-est du lac Wetetnagami.

À partir de sa source, la rivière Dazemard coule sur 30,0 km selon les segments suivants :
- 8,5 km vers le nord dans le canton de Souart en longeant plus ou moins la limite des cantons de Souart et de Moquin et en traversant le lac Altherr (longueur : 2,6 km ; altitude : 389 m), jusqu’à la rive sud-est du lac Albert ;
- 3,3 km vers le nord-ouest en traversant dans le lac Albert (altitude : 388 m) sur sa pleine longueur, lequel chevauche les cantons de Souart et de Moquin, jusqu’à son embouchure ;
- 8,0 km vers le nord dans le canton de Moquin puis en entrant dans le canton d’Effiat, jusqu’à l’embouchure d’un lac non identifié (longueur : 1,6 km ; altitude : 383 m) que le courant traverse sur sa pleine longueur ;
- 10,2 km vers le nord-ouest en serpentant jusqu’à son embouchure[2].

La rivière Dazemard se déverse dans un coude de rivière sur la rive est de la rivière Wetetnagami laquelle coule vers le nord et se décharge dans le lac Nicobi. Ce dernier constitue le lac de tête de la rivière Nicob]. Cette dernière s’écoule vers le nord pour se décharge sur la rive sud-est de la rivière Opawica. Cette dernière remonte à son tour vers le nord jusqu’à sa confluence avec la rivière Chibougamau ; cette confluence constituant la source de la rivière Waswanipi. Le cours de cette dernière coule vers l'ouest et traverse successivement la partie nord du lac Waswanipi, le lac au Goéland et le lac Olga, avant de se déverser dans le lac Matagami lequel se déverse à son tour dans la rivière Nottaway, un affluent de la Baie de Rupert (Baie James).
La confluence de la rivière Dazemard avec le lac Wetetnagami est située à :
- 23,2 km au sud de l’embouchure de la rivière Wetetnagami (confluence avec le lac Nicobi) ;
- 44,3 km au sud de l’embouchure de la rivière Nicobi (confluence avec la rivière Opawica) ;
- 68,9 km au sud de l’embouchure de la rivière Opawica (confluence avec la rivière Chibougamau) ;
- 111,4 km au nord-est du centre-ville de Senneterre ;
- 62,1 km au nord-est du centre du village de Lebel-sur-Quévillon ;
- 90,2 km à l’ouest d’une baie de la rive nord du Réservoir Gouin.

## Toponymie
À différentes époques de l’histoire, ce territoire a été occupé par les Attikameks, les Algonquins et les Cris. Le terme Dazemard constitue un patronyme de famille d’origine française.
Le toponyme rivière Dazemard a été officialisé le 5 décembre 1968 à la Commission de toponymie du Québec, soit lors de sa création.